# Anglo-osmanska konvencija iz 1913.
Anglo-osmanska konvencija iz 1913. (29. srpnja 1913.), poznata i kao "Plava linija", bila je sporazum između Visoke Porte Osmanskog Carstva i Vlade Ujedinjenog Kraljevstva koji je definirao granice osmanske jurisdikcije na tom području Perzijskog zaljeva s obzirom na Kuvajt, Katar, Bahrein i Shatt al-Arab. Potpisan, ali nikada ratificiran,   sporazum je imao dugotrajan utjecaj na status Kuvajta; i neovisnosti i granice suvremenog Kuvajta temeljeni su na ovom sporazumu.

## Pozadina
Neformalni pregovori započeli su 29. srpnja 1911. s britanskoIm memorandumom poslanom osmanskoj vladi. U to se vrijeme činilo vjerojatnim da će zadnja postaja Bagdadske željeznice, koju je projektirala i financirala Njemačka, biti smještena u Kuvajtu. Kuvajt je bio pod osmanskom upravom od 1871. godine, a 1875. godine je uključen je u vilajet Basra, no osmanska je vladavina uglavnom bila nominalna. Iako je šeik sada spadao pod jurisdikciju Carstva, u Kuvajtu nije bio stacioniran nijedan osmanski dužnosnik.:str 7. Utjecaj na Kuvajt bio je ključan za britansku vanjsku politiku u Perzijskom zaljevu s obzirom na trgovinu i strateške interese koji se tiču Indije.
Za Britance je daljnje proširenje željezničke pruge značilo daljnje širenje osmanskog utjecaja, a sadašnja je uprava - koju je već ohrabrio režim "mladoturaka " - željela ponovno uspostaviti učinkovitu kontrolu nad svojim carstvom južno od Kuvajta.:str. 308. i 319. Još je gore bilo moguće zadiranje u druge europske sile. U predloženom memorandumu Britanci su stoga nastojali regulirati sporazum o statusu Quo iz 1901., uz dodatno podešavanje granica Kuvajta u korist Britanije.:str 32.
Iako su ponekad bili u zastoju, pregovori komunicirani putem memoranduma nastavljeni su na osnovi quid pro quo u kojoj su Britanci imali prednost; ako bi Osmanlije prihvatile autonomni status Kuvajta i predložene granice, Britanci bi morali prihvatiti osmanski suverenitet, a zauzvrat se sjeverni otoci Warbah i Bubiyan moraju dodijeliti Kuvajtu itd.:str 321. Sve manji utjecaj Istanbula u Perzijskom zaljevu natjerao je Osmanlije na ustupke bez mnogo dobivanja zauzvrat. Osmansko carstvo suočilo se s brojnim zastojima u posljednjih nekoliko desetljeća - nekoliko njegovih provincija ostvarilo je neovisnost, neke su pripojile druge zemlje, ili su mnoge izgubile u sukobu - i iz unutarpolitičkih razloga moglo se činiti važnim zadržati Kuvajt kao dio carstva, makar i samo simbolično. Osmanlije su također smatrale da bi sklapanje ovog sporazuma osiguralo britansku potporu u drugim gorućim pitanjima, poput rješavanja invazije drugih europskih sila i sukoba u drugim dijelovima Osmanskog Carstva. Nadalje, britanski pritisci naveli su Osmanlije da odustanu od predloženog proširenja željezničke pruge do Kuvajta i umjesto toga se odluče za završetak u Basri. Planovi za završetak pruge u Basri stvorili su novi niz zahtjeva u ime Britanaca, uključujući osmansko odricanje od Katara i ocrtavajući njegovu ulogu u širim vodama Perzijskog zaljeva. Britanija je htjela zaključiti sporazume s katarskim šeikom Jasimom al-Thanijem o nezakonitom prometu oružja i pomorskom miru, a također je htjela i formalno uspostaviti svoju dominaciju u Zaljevu. Do 6. svibnja 1913. Britanija i Osmansko carstvo parafirali su kompromis, a Anglo-osmanska konvencija potpisana je 29. srpnja 1913., točno dvije godine nakon prvog memoranduma.

## Odgađanje ratifikacije
Anglo-osmanska konvencija bila je samo dio šireg procesa pregovaranja, a složenost konkurentskih europskih trgovačkih interesa u regiji spriječila je njezinu ratifikaciju. Rusija, Francuska i Njemačka (a kasnije i Italija) također su vršile pritisak na osmansku vladu radi dobivanja koncesija za željeznicu. Ratifikaciju je dodatno zakomplicirala činjenica da je većina europskih sila, baš kao i Britanci, bila u bilateralnim pregovorima s Osmanskim Carstvom. Pokušaji dobivanja naftnih koncesija od osmanske vlade dodatno su povećali složenost trgovačkih aranžmana. Konačno, izbijanje Prvog svjetskog rata, samo nekoliko mjeseci od Anglo-osmanske konvencije 1913., učinilo je Osmanlije i Britance neprijateljima na bojnom polju, što je poništilo svaku nadu za ratifikaciju.:str. 61., 66., i 96.
Prije izbijanja neprijateljstava zaključen je i prateći sporazum koji pokriva ostatak Arapskog poluotoka, nazvan Ljubičasta linija.

## Odredbe ugovora

### I. Kuvajt
Odjeljak I konvencije sadržavao je deset članaka koji se tiču statusa Kuvajta i njegovih granica. Uključivao je kontradiktorne odredbe jer su Britanci priznali Kuvajt kao autonomni pokrajinski kadiluk Osmanskog Carstva unutar zelene zone i obavezali se da neće uspostaviti protektorat, dok je Osmansko carstvo priznalo valjanost sporazuma kojim je Kuvajt de facto, iako ne de jure, te priznalo Kuvajt kao neovisnu cjelinu unutar iscrtane crvene zone.
Prema sporazumu, Kuvajt je činio "autonomnu kazu Osmanskog carstva", čime je priznat šeik Mubaraka al-Sabaha za vladara Kuvajta, kao i kaymakama (osmanski guverner okruga) (članak 1). Kuvajt je naveden kao takav jer su se Osmansko i britansko tumačenje "suvereniteta" i "suzereniteta" razlikovali u njihovim nacrtima sporazuma pa su oba pojma izostavljena u konačnom nacrtu.:str 337.
Budući da je to bila „autonomna“ kaza, osmanska vlada pristala je suzdržati se od miješanja u poslove Kuvajta, „uključujući pitanje nasljedstva, te od bilo kakvog administrativnog, kao i bilo kojeg okupacijskog ili vojnog čina“. Također je dopuštala upotrebu osmanske zastave s mogućnošću ispisivanja riječi "Kuvajt" (članak 2).
Sporazum je također identificirao teritorije Kuvajta kao dvije različite regije, označene crvenom i zelenom bojom na karti priloženoj konvenciji. Crvena linija, kako se obično naziva, razgraničila je regiju u kojoj je šeik trebao imati "potpunu administrativnu autonomiju". Ova regija nastala je "polukrugom s gradom Kuwaytom u središtu, Khawr al-Zubayrom na sjevernom kraju i al-Qurrayinom na južnom kraju" (članak 5.). To je uključivalo i susjedne otoke Warbah i Bubiyan, koji su bili glavna točka pregovaranja za Britance koji su osmanske vojne položaje na otocima smatrali prijetnjom.

Zelenom linijom definirana je regija u kojoj će kuvajtski šejh ostvarivati administrativna prava osmanskog kajmakama. Plemena smještena na tom području bila su "priznata u ovisnosti kuvajtskog šeika", a kao kajmakam je morao naplaćivati danak (članak 6). Važnost zelene crte je u tome što je po prvi put postavila temelj za uspostavljene granice suvremenog Kuvajta::str 35.

Linija razgraničenja počinje na obali na ušću Khor al-Zubaira na sjeverozapadu i prelazi neposredno južno od Umm-Qasr, Safwana i Jabla Sanama, na takav način da ostavlja vilajetu Basre ove lokacije i njihove bunare; stigavši u al-Batin, slijedi ga prema jugozapadu sve do Hafr-al-Batina koji napušta s iste strane kao Kuwayt; od te točke dotična linija ide prema jugoistoku odlazeći do izvora al-Safah, al-Garaa, al-Haba, al-Warbah i Antaa, dopirući do mora u blizini Jabal Munife (članak 7.)

Druga važna odredba, a koju su Osmanlije zahtijevale, bila je britanska deklaracija da se nad Kuvajtom neće uspostaviti protektorat (članak 4.). Ipak, osmanska vlada priznala je valjanost Anglo-kuvajtskog sporazuma iz 1899. godine, te sporazuma iz 1900. i 1904. godine u kojima se Kuvajt obvezao da se neće baviti trgovinom oružjem ili dopustiti drugoj vlasti da osnuje poštu, kao i ustupke zemljišta od strane šeika britanskoj vladi (članak 3.).
Na konvenciji su također dodane manje odredbe koje su uključivale šeikovo pravo na njegovu privatnu imovinu u vilajetu Basre (članak 9.) i izručenje (članak 10.).

### II. Katar & III. Bahrein
Odjeljci II i III odnose se na Katar, odnosno Bahrein. U središtu pregovora bio je status Katara i Bahreina, a Britanci su izvršili pritisak na osmansku vladu da se odrekne svojih zahtjeva prema oba entiteta. Ako bi osmanska vlada zadržala suverenitet nad Katarom i Bahreinom, to bi joj omogućilo pravo da i dalje intervenira u pitanjima Perzijskog zaljeva, a tu su Britanci željeli zadržati monopol.:str 330.
Osmanlije su bile spremne odustati od Bahreina, u kojem nikada nisu uspjele zadržati ništa osim simbolične uloge, ali ne i Katara. Kao temelj za pitanje Katara, Osmanlije su tvrdili da je carstvo oduvijek ostvarivalo učinkovit suverenitet nad poluotokom i da ne može opravdati napuštanje teritorija kojega se nikada formalno nije odreklo.:str. 91.-92. Ipak, pod znatnim pritiskom, odrekli su se zahtjeva prema obje zemlje (članci 11. i 13.) i uspostavljena je plava linija koja je definirala granica osmanske jurisdikcije. Ova linija je odvajala osmanski sandžak Nedžd od Katara. Plava linija započimala je nekoliko kilometara južno od Zaknuniye (koja je bila uključena u sandžak), i išla je ravno južno do Rub' al Khali (članak 11.). U sporazumu se ne spominje da će Zaknuniya biti dio sandžaka Najdž u zamjenu za osmansku nadoknadu od 1000 funti koja je plaćena šeiku Bahreina putem britanske vlade.:str. 63.
U pogledu Bahreina, Osmanlije su se odrekle svih zahtjeva prema njemu dok god Britanci ne pokušavaju pripojiti ga (članak 13.), te nisu zahtijevali kapitulacijska prava za podanike Bahreinskog šeika (pod zaštitom britanskih konzula) koji žive u Osmanskog Carstva (članak 15.).

### IV. Perzijski zaljev
Posljednji korak u osiguranju britanske dominacije nad Perzijskim zaljevom bila je formalizacija britanske uloge u osiguravaju sigurnosti Perzijskog zaljeva. Stoga su "radi zaštite njegovih posebnih interesa ... u slobodnim vodama Perzijskog zaljeva i na granicama nezavisnih šeikata južno od Katara sve do Indijskog oceana" Britanci nastavili poduzimati sljedeće mjere (članak 16.):
(a) Sondiranje, osvjetljavanje svjetionika, postavljanje plutača, pilotiranje
(b) Pomorska policija
(c) Mjere karantene

## Daljnje čitanje
Tallon, James N. "Allies and Adversaries: Anglo-Ottoman Boundary Negotiation in the Middle East, 1906–1914" in Justin Q. Olmsted Britain in the Islamic World Imperial and Post-Imperial Connections London: Palgrave, 2019, p.89-105.